# 유모토 겐이치
유모토 겐이치(일본어: 湯元 健一, 1984년 12월 4일~)는 일본의 레슬링 선수이다. 2008년 하계 올림픽 남자 자유형 페더급 은메달을 획득했다. 원래는 해당 종목 동메달리스트였으나 은메달을 획득한 바실 페도리신의 도핑 적발로 은메달로 승격되었다.
쌍둥이 동생인 신이치도 일본 레슬링 국가대표 선수로 활동했다.